# Sycon raphanus
Sycon raphanus är en svampdjursart som beskrevs av Schmidt 1862. Sycon raphanus ingår i släktet Sycon och familjen Sycettidae. Arten har varit reproducerande i Sverige, men är det inte längre. Inga underarter finns listade i Catalogue of Life.